# Klaus Hartmann (Eishockeyfunktionär)

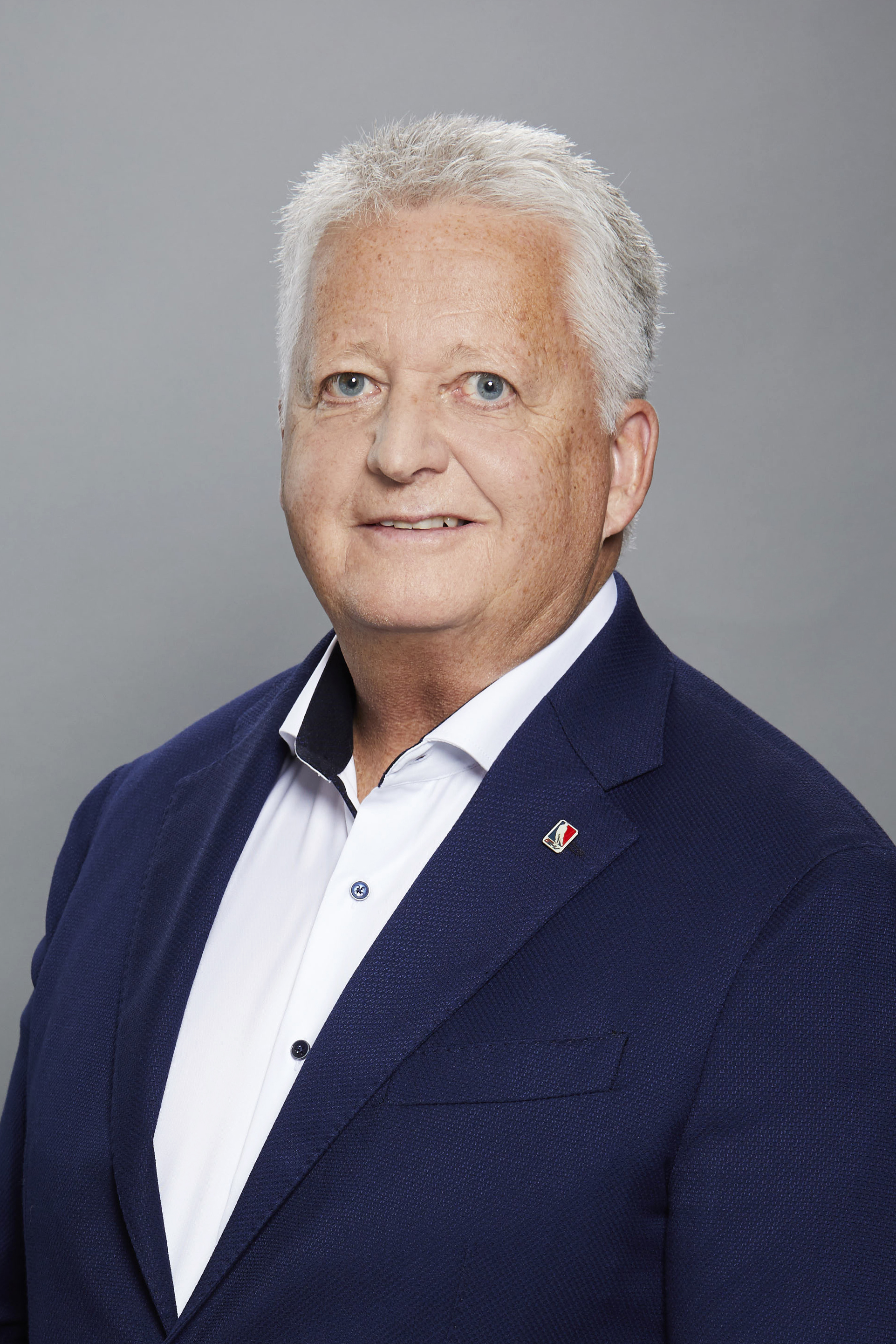
Klaus Hartmann (2022)

Klaus Hartmann (* 28. Dezember 1960 in Villach) ist ein österreichischer Sportfunktionär. 
Seit Juni 2020 ist er Präsident des Österreichischen Eishockeyverbandes (ÖEHV).

## Tätigkeiten als Tennisfunktionär
Der promovierte Jurist war von 2000 bis 2007 als Teammanager der Damen des Tennisclubs TC VSV Villach aktiv, von 2000 bis 2011 übte er auch eine mehrjährige Tätigkeit im Vorstand und als Vorstandsvorsitzender beim TC VSV Villach aus.

## Engagement als Eishockeyfunktionär
Im Jahr 2017 übernahm der Villacher das Amt des Vizepräsidenten des Kärntner Eishockeyverbandes (KEHV) und ist seit 27. Juni 2020 Präsident des Österreichischen Eishockeyverbandes (ÖEHV), nachdem er und sein Team bei der Generalversammlung in Villach die Wahl gewonnen hatten.

## Berufsleben
Nach seinem Studium der Rechtswissenschaften an der Universität Graz (Promotion zum Dr. jur. im Jahr 1986) stieg Hartmann in die Versicherungswirtschaft ein und startete seine berufliche Laufbahn. 1996 gründete er die Firma GHS, nach deren Verkauf baute er 2001 die AGON Finanzmanagement GmbH auf. 2009 war er Mitbegründer der der IGV Austria, dem größten unabhängigen Versicherungsmaklerverbundes in Österreich, dessen Vorstand er auch angehört.